# رئوس مطالب رایانش
رایانش - به هر فعالیتی که موجب توسعه سخت‌افزار و نرم‌افزار گفته می‌شود.

## شاخه‌های رایانش
علم رایانه (همچنین نمای‌کلی رایانه را ببینید)
فناوری اطلاعات
سیستم اطلاعاتی
مهندسی رایانه
مهندسی نرم‌افزار

## علم رایانه
علم رایانه (نمای‌کلی)
- علم رایانه
- نظریه محاسبات
- علم محاسبه
- رایانش متا (Metacomputing)
- رایانش خودمختار

## رایانه‌ها
- پردازش‌گر اطلاعات را ببینید.
- رایانه
- سخت‌افزار رایانه
- تاریخ سخت‌افزار رایانه
- طراحی پردازنده
- شبکه رایانه‌ای

-
- سوپراسکالر
- کلمه دستورالعمل بسیار طولانی

## نرم‌افزار
- مهندسی نرم‌افزار
- برنامه‌نویسی رایانه
- حق‌امتیاز نرم‌افزار
- سفت‌افزار
- نرم‌افزار سیستم
  - گرداننده دستگاه
  - سیستم‌عامل
- نرم‌افزار کاربردی
  - پایگاه داده
  - سامانه اطلاعات جغرافیایی
  - صفحه گسترده
  - واژه‌پرداز
- زبان برنامه‌نویسی
  - مفسر (رایانه)
  - کامپایلر
  - اسمبلر
- بازشناسی گفتار
- متن به گفتار

## تاریخ رایانش
- تاریخ سخت‌افزار رایانه
- تاریخ علوم رایانه
- کارت پانچ

## کسب‌وکار رایانش
- نرم‌افزار حسابداری
- طراحی به کمک رایانه
- ساخت به کمک رایانه
- مدیریت ارتباط با مشتری
- پایگاه داده تحلیلی
- سیستم پشتیبانی تصمیم
- پردازش داده‌های الکترونیکی
- برنامه‌ریزی منابع سازمانی
- سامانه اطلاعات جغرافیایی
- سیستم اطلاعات بیمارستان
- سیستم مدیریت منابع انسانی
- سامانه اطلاعاتی مدیریتی
- برنامه‌ریزی مواد اولیه
- چرخه‌عمر محصول
- مدیریت راهبردی
- مدیریت زنجیره تأمین
- رایانش همگانی

## عوامل انسانی
- دسترس‌پذیری رایانه
- تعامل انسان و رایانه

## شبکه رایانه‌ای

### شبکه‌های رایانه‌ای سیمی و بی‌سیم
- انواع
  - شبکه گسترده (WAN)
  - شبکه کلان‌شهری (MAN)
  - شبکه دانشگاهی (CAN)
  - شبکه محلی (LAN)
    - شبکه محلی بی‌سیم

  - شبکه توری
  - فضای کار مشترک
  - اینترنت
  - مدیریت شبکه

### فناوری رایانش مبنتی بر شبکه بی‌سیم (CbWN)
- فشرده‌سازی داده‌ها
  - کدبوک
- امنیت
- هوش
- نظریه بازی‌ها
- نرم‌افزار
  - رادیو نرم‌افزاری

## امنیت رایانه‌ای
- رمزنگاری - نظریه اطلاعات
- کرک کردن - هکر امنیتی
- دفاع در برابر مهندسی اجتماعی
- امنیت فیزیکی - عملیات کیف سیاه
- امنیت رایانه
- نظارت بر رایانه و شبکه
- بدافزار
- مهندسی امنیت

## داده
- متغیرهای رشته‌ای کوتاه
- ممیز شناور
- عدد گویا
- ده‌دهی
  - دهدهی به رمز دودویی
  - مازاد-۳
- فشرده‌سازی داده‌ها
- پردازش سیگنال دیجیتال
- پردازش تصویر دیجیتال
- مدیریت داده
- مسیریابی (شبکه)

## دسته‌بندی رایانه‌ها
- رایانه قیاسی
- ماشین حساب